# Verenigd Servië
Verenigd Servië (Servisch: Јединствена Србија, Jedinstvena Srbija, JS) is een nationaal-conservatieve partij in Servië die werd opgericht in 2004 en sinds 2008 een kartel vormt met de Socialistische Partij van Servië (SPS).

## Geschiedenis
Oprichter en leider van JS is de zakenman Dragan Marković (*1960) die de partij in 2004 oprichtte als afsplitsing van de extreemrechtse Partij voor Servische Eenheid (SSJ). De partij deed voor het eerst mee aan de parlementsverkiezingen van 2007 en vormde een lijst met de Democratische Partij van Servië (DSS) en Nieuw Servië (NS). JS won 2 van de 250 zetels in de Nationale Vergadering. Sinds de verkiezingen van 2008 is de partij echter verbonden met de Socialistische Partij van Servië (SPS). Sinds 2012 verleend de partij vanuit het parlement steun aan de opeenvolgende regeringen van de Servische Progressieve Partij (SNS). Bij de verkiezingen van 2020 steeg JS van 6 naar 8 zetels, een zetelaantal dat de partij bij de verkiezingen van 2022 wist te verzilveren.
Partijleider Marković, bijgenaamd "Palma" (palmboom), is een controversieel persoon die het vooral gemunt heeft op de LHBTI-gemeenschap van Servië.

## Verkiezingsresultaten
| 2007 | 2 (250) |
| 2008 | 3 (259) |
| 2012 | 7 (250) |
| 2014 | 7(250)  |
| 2016 | 6 (250) |
| 2020 | 8 (250) |
| 2022 | 8 (250) |